# Bedlno (gromada)
Bedlno – dawna gromada w Polskiej Rzeczypospolitej Ludowej istniejąca w latach 1954–1972.
Gromady, z gromadzkimi radami narodowymi (GRN) jako organami władzy najniższego stopnia na wsi, funkcjonowały od reformy reorganizującej administrację wiejską przeprowadzonej jesienią 1954 do momentu ich zniesienia z dniem 1 stycznia 1973, tym samym wypierając organizację gminną w latach 1954-1972.
Gromadę Bedlno siedzibą GRN w Bedlnie utworzono w powiecie kutnowskim w woj. łódzkim, na mocy uchwały nr 30/54 WRN w Łodzi z dnia 4 października 1954. W skład jednostki weszły obszary dotychczasowych gromad Bedlno, Florianów, Janów, Kręcieszki, Stanisławice i Szewce-Walentyna ze zniesionej gminy Bedlno w tymże powiecie. Dla gromady ustalono 23 członków gromadzkiej rady narodowej.
31 grudnia 1959 do gromady Bedlno przyłączono wieś Groszki, parcelę Ruszki i wieś Wyrów ze zniesionej gromady Ruszki.
31 grudnia 1961 do gromady Bedlno przyłączono osadę Cieplice, wieś Odolinek, wieś Zleszyn Nowy oraz wieś Zleszyn Stary ze zniesionej gromady Pniewo.
Gromada przetrwała do końca 1972 roku, czyli do kolejnej reformy gminnej. 1 stycznia 1973 w powiecie kutnowskim reaktywowano gminę Bedlno.